# Эскасси, Альберто
Альберто Эскасси Олива (исп. Alberto Escassi Oliva; 28 февраля 1989, Малага) — испанский футболист, полузащитник клуба «Ивиса».

## Клубная карьера
Эскасси родился в испанском городе Малага, Андалусия. После игры в двух других академиях в юности, в том числе в «Малаге» Эскасси завершил академию «Хетафе». В 2008 году он дебютировал за «Хетафе B» и помог клубу подняться в Сегунду B.
13 апреля 2010 года Эскасси дебютировал за основную команду, выйдя с замены матча Ла Лиги против «Вильярреала», ту встречу «Хетафе» выиграл 3:0. 16 декабря того же года Эскасси принял участие в матче Лиги Европы УЕФА против «Янг Бойз», в котором мадридская команда выиграла 1:0, но не смогла выйти в плей-офф.
Сезон 2011/12 Эскасси провёл в аренде в клубе Сегунды «Эркулес». 10 июля 2012 года Эскасси перебрался в команду на постоянной основе подписав контракт на 2 года.
Эскасси забил свой первый гол на взрослом уровне 26 августа 2012 года, но его команда проиграла 1:2 клубу «Эльче». 13 августа 2014 года он подписал двухлетний контракт с клубом «Алькоркон».
30 июня 2015 года Эскасси расторг свой контракт и через несколько часов присоединился к команде «Льягостера». 28 июня 2016 года после их вылета он перешёл в «Нумансию».
24 октября 2017 года Эскасси забил один из двух важных гола в матче четвёртого раунда Кубка Испании против «Малаги», тогда они победили 2:1 и несмотря на поражение в первом матче 0:1 прошли дальше. В течение того сезона Эскасси выступал на позиции центрального защитника под руководством тренера Ягоба Аррасете.
Эскасси вернулся в свой первый клуб «Малагу» 28 августа 2020 года, подписав трёхлетний контракт.